# João, Duque de Guise
João Pedro Clemente Maria de Orléans (em francês: Jean Pierre Clément Marie d'Orléans; Paris, 4 de Setembro de 1874 – Larache, 25 de Agosto de 1940), foi um príncipe francês da Casa de Orléans, Duque de Guise e pretendente ao trono francês. O filho mais novo do príncipe Roberto, Duque de Chartres, e de sua esposa, a princesa Francisca de Joinville. Era bisneto do imperador Pedro I do Brasil, e do rei Luís Filipe I da França.

## Família
João era o filho mais novo do príncipe Roberto, duque de Chartres e da sua esposa, a princesa Francisca de Orleães. Tinha quatro irmãos mais velhos, a princesa Maria de Orleães, casada com o príncipe Valdemar da Dinamarca, o príncipe Roberto de Orleães, que morreu com apenas dezenove anos de idade, o príncipe Henrique de Orleães, que morreu aos trinta-e-três anos de idade num duelo, e a princesa Margarida de Orleães, que se casou com Marie-Armand-Patrice de Mac-Mahon, duque de Magenta.

## Casamento e descendência
A 30 de outubro de 1899, João casou-se em Twickenham com a sua prima direita, a princesa Isabel de Orléans. Isabel era a irmã mais nova da rainha Dona Amélia de Portugal e do príncipe Filipe, duque de Orleães.
Juntos, tiveram quatro filhos:
1. Isabel de Orleães (27 de Novembro de 1900 – 12 de Fevereiro de 1983), casada primeiro com Bruno, conde de Harcourt; com descendência. Casada depois com Pierre Murat, príncipe Murat; sem descendência.
2. Francisca de Orleães (25 de Dezembro de 1902 – 25 de Fevereiro de 1953), casada com o príncipe Cristóvão da Grécia e Dinamarca; com descendência.
3. Ana de Orleães (5 de Agosto de 1906 – 19 de Março de 1986), casada com o príncipe Amadeu, duque de Aosta; com descendência.
4. Henrique de Orleães (5 de Julho de 1908 – 19 de Junho de 1999), conde de Paris, pretendente da Casa de Orleães ao trono francês entre 1940 e 1999; casado com a princesa Isabel de Orleães e Bragança; com descendência.

## Pretendente ao trono de França
Quando o seu primo, o príncipe Filipe, duque de Orleães, pretendente ao trono de França sob o nome de "Filipe VIII", morreu sem deixar descendentes, João tornou-se, pelo menos para os seus apoiantes, o rei titular de França sob o nome "João III". Este título era disputado por membros do ramo Anjou da família real espanhola, descendentes do rei Luís XIV.

## Morte
João morreu em Larache, em Marrocos, em 1940.

## Genealogia
| João, Duque de Guise | Pai: Roberto de Orléans   | Avô paterno: Fernando Filipe, Duque d'Orleães | Bisavô paterno: Luís Filipe I de França                 |
| João, Duque de Guise | Pai: Roberto de Orléans   | Avô paterno: Fernando Filipe, Duque d'Orleães | Bisavó paterna: Maria Amélia de Bourbon-Nápoles         |
| João, Duque de Guise | Pai: Roberto de Orléans   | Avó paterna: Helena de Mecklemburgo-Schwerin  | Bisavô paterno: Frederico Luís de Mecklemburgo-Schwerin |
| João, Duque de Guise | Pai: Roberto de Orléans   | Avó paterna: Helena de Mecklemburgo-Schwerin  | Bisavó paterna: Carolina Luísa de Saxe-Weimar-Eisenach  |
| João, Duque de Guise | Mãe: Francisca de Orleães | Avô materno: Francisco Fernando de Orléans    | Bisavô materno: Luís Filipe I de França                 |
| João, Duque de Guise | Mãe: Francisca de Orleães | Avô materno: Francisco Fernando de Orléans    | Bisavó materna: Maria Amélia de Bourbon-Nápoles         |
| João, Duque de Guise | Mãe: Francisca de Orleães | Avó materna: Francisca de Bragança            | Bisavô materno: Pedro I do Brasil                       |
| João, Duque de Guise | Mãe: Francisca de Orleães | Avó materna: Francisca de Bragança            | Bisavó materna: Maria Leopoldina de Áustria             |